# Sollevamento pesi ai Giochi della XXX Olimpiade - +75 kg femminile
Le gare di sollevamento pesi della categoria oltre a 75 kg femminile dei giochi olimpici di Londra 2012 si sono svolte il 5 agosto 2012 presso l'ExCeL Exhibition Centre.
La sollevatruce ucraina Svitlana Černjavs'ka era presente sulle liste di partenza ma non ha partecipato alla gara.

## Programma
Tutti gli orari sono British Summer Time (UTC+1)
| Data                    | Ora   | Gruppo   |
| ----------------------- | ----- | -------- |
| Domenica, 5 agosto 2012 | 15:30 | Gruppo A |

## Record
Prima della competizione, i record olimpici e mondiali erano i seguenti:
| Record mondiale | Strappo | Tat'jana Kaširina Russia  | 148 kg | 18 dicembre 2011 Belgorod, Russia      |
| Record mondiale | Slancio | Jang Mi-ran Corea del Sud | 187 kg | 28 novembre 2009 Goyang, Corea del Sud |
| Record mondiale | Totale  | Zhou Lulu Cina            | 328 kg | 13 novembre 2011 Parigi, Francia       |
| Record olimpico | Strappo | Jang Mi-ran Corea del Sud | 140 kg | 16 agosto 2008 Pechino, Cina           |
| Record olimpico | Slancio | Jang Mi-ran Corea del Sud | 186 kg | 16 agosto 2008 Pechino, Cina           |
| Record olimpico | Totale  | Jang Mi-ran Corea del Sud | 326 kg | 16 agosto 2008 Pechino, Cina           |

Durante la competizione sono stati battuti i seguenti record:
| Record                            | Evento  | Atleta                   | Valore | Data     |
| --------------------------------- | ------- | ------------------------ | ------ | -------- |
| Record olimpico                   | Strappo | Tat'jana Kaširina Russia | 144 kg | 5 agosto |
| Record olimpico                   | Strappo | Zhou Lulu Cina           | 146 kg | 5 agosto |
| Record mondiale · Record olimpico | Strappo | Tat'jana Kaširina Russia | 149 kg | 5 agosto |
| Record mondiale · Record olimpico | Strappo | Tat'jana Kaširina Russia | 151 kg | 5 agosto |
| Record olimpico                   | Totale  | Zhou Lulu Cina           | 327 kg | 5 agosto |
| Record mondiale · Record olimpico | Totale  | Tat'jana Kaširina Russia | 332 kg | 5 agosto |
| Record olimpico                   | Slancio | Zhou Lulu Cina           | 187 kg | 5 agosto |
| Record mondiale · Record olimpico | Totale  | Zhou Lulu Cina           | 333 kg | 5 agosto |

## Risultati
| Pos. | Atleta                     | Peso   | Strappo (kg) | Strappo (kg) | Strappo (kg) | Strappo (kg) | Slancio (kg) | Slancio (kg) | Slancio (kg) | Slancio (kg) | Totale |
| Pos. | Atleta                     | Peso   | 1            | 2            | 3            | Risultato    | 1            | 2            | 3            | Risultato    | Totale |
| ---- | -------------------------- | ------ | ------------ | ------------ | ------------ | ------------ | ------------ | ------------ | ------------ | ------------ | ------ |
|      | Zhou Lulu (CHN)            | 130,83 | 142          | 146          | 146          | 146          | 181          | 187          | 190          | 187          | 333    |
|      | Tat'jana Kaširina (RUS)    | 102,31 | 144          | 149          | 151          | 151          | 175          | 181          | 187          | 181          | 332    |
|      | Jang Mi-ran (KOR)          | 118,07 | 120          | 125          | 129          | 125          | 158          | 164          | 170          | 164          | 289    |
| 4    | Nahla Ramadan (EGY)        | 105,51 | 122          | 125          | 125          | 122          | 150          | 155          | 158          | 155          | 277    |
| 5    | Ele Opeloge (SAM)          | 124,89 | 117          | 122          | 122          | 117          | 145          | 150          | 155          | 150          | 267    |
| 6    | Sarah Robles (USA)         | 124,35 | 114          | 118          | 120          | 120          | 144          | 145          | 145          | 145          | 265    |
| 7    | Oliba Nieve (ECU)          | 97,43  | 113          | 117          | 120          | 117          | 138          | 138          | 142          | 138          | 255    |
| 8    | Mami Shimamoto (JPN)       | 105,90 | 103          | 107          | 110          | 110          | 138          | 143          | 146          | 143          | 253    |
| 9    | Holley Mangold (USA)       | 157,04 | 105          | 105          | 110          | 105          | 135          | 140          | 140          | 135          | 240    |
| 10   | Astrid Camposeco (GUA)     | 88,52  | 87           | 91           | 93           | 93           | 112          | 115          | 117          | 115          | 208    |
| 11   | Luisa Peters (COK)         | 88,58  | 74           | 78           | 82           | 82           | 95           | 100          | 105          | 100          | 182    |
| 12   | Alberta Ampomah (GHA)      | 78,53  | 70           | 70           | 73           | 73           | 97           | 97           | 101          | 101          | 174    |
| —    | Maryam Usman (NGR)         | 120,79 | 125          | 129          | 133          | 129          | 160          | 160          | 160          | —            | —      |
| DSQ  | Hripsime Khurshudyan (ARM) | 87,58  | 124          | 128          | 132          | 128          | 158          | 166          | 166          | 166          | 294    |